# Split

split — команда, копирующая файл и разбивающая его на отдельные файлы заданной длины. В качестве аргументов ей надо указать имя исходного файла и префикс имен выходных файлов. Имена выходных файлов будут составляться из этого префикса и двух дополнительных букв аа, ab, ас и т. д. (без пробелов и точек между префиксом и буквами). Если префикс имен файлов не задан, то по умолчанию используется х, так что выходные файлы будут называться хаа, xab и т. д.
Собрать полученные фрагменты обратно можно командой cat.

## Использование
split [КЛЮЧ] [ВХОД [ПРЕФИКС]] ПРЕФИКСab, …;

по умолчанию размер части равен 1000 строк, а ПРЕФИКС равен «x». Если ФАЙЛ не задан или задан как «-», читает стандартный ввод.
Аргументы, обязательные для длинных ключей, обязательны и для коротких:
-a, --suffix-length=Н
использовать суффиксы длины Н (по умолчанию 2)
-b, --bytes=ЧИСЛО
записывать в каждый выходной файл заданное ЧИСЛО байт
-C, --line-bytes=ЧИСЛО
записывать не более заданного ЧИСЛА байт из строки
-d, --numeric-suffixes
использовать числовые, а не алфавитные суффиксы
-l, --lines=ЧИСЛО
записывать в каждый выходной файл заданное ЧИСЛО строк
--verbose
печатать сообщение в стандартный поток ошибок перед открытием очередного выходного файла
--help
показать эту справку и выйти
--version
показать информацию о версии и выйти
При задании числа байт можно использовать суффикс: b означает 512b, k — 1kb, m — 1Mb.